# Caracteres de civilité
Los Caracteres de Civilité (en francés: «Caractères de civilité») es un tipo de letra diseñado en 1557 por el grabador Robert Granjon. Estos caracteres imitan la gótica cursiva francesa[cita requerida] del Renacimiento.

## Historia
El primer libro impreso con este tipo de letra fue Dialogue de la vie et de la mort, una versión francesa del diálogo de Innocenzo Ringhieri, en cuya dedicatoria Granjon explica sus propósitos al grabar este tipo de letra. Lo llama «letras francesas» y sugiere que Francia como otras naciones debería tener una tipo de letra basado en la escritura nacional; su modelo fue la escritura manual contemporánea. El nombre popular vino por el título de dos libros que se publicaron muy poco después de la creación de esta fuente: Erasmo (1559).  Bellère, Jean, ed. La Civilité puerile. Amberes. y Breton, R. (1560). La Civile honesteté pour les enfans. París.
«Civilité» significa «urbanidad» y se pensaba que era conveniente que los niños aprendieran a leer en un tipo de letra que imitara la letra manuscrita. Entre 1557 y 1562 Granjon imprimió unos 20 libros de este tipo. Otros dos impresores parisinos tuvieron tipos de letra muy parecidos incluso Granjon proporcionó sus tipos a Guillaume Silvius y a Christophe Plantin en Amberes.
Fueron bastante empleados para imprimir libros en Flandes, Holanda, Inglaterra y Francia.
Al final estos caracteres se usaron hasta la segunda mitad del XIX para imprimir libros de urbanidad y buenas maneras para niños de donde tomó el nombre el tipo de letra. Civilité no tuvo mucha popularidad en Francia aunque se usaron ocasionalmente en todas las épocas
Otra versión de Civilité se usó en un libro impreso en 1597 por Claude Micard, y otras dos en dos libros impresos por Jean de Tournes en 1581 y 1598. A mediados del XIX Louis Perrin de Lyon imprimió Soulary, J. Sonnets humouristiques.
El experimento de Granjon no fue un gran éxito: una de las desventajas más importantes era la necesidad de uso de bastantes ligaduras que se necesitaban y porque el que cada letra tuviera variantes de diseño añadía una complejidad posterior.